# Лето (картина Арчимбольдо)
«Лето» (итал. l'Estate) — картина итальянского художника Джузеппе Арчимбольдо (итал. Giuseppe Arcimboldo; 1527—1593), созданная в 1573 году. Выполнена маслом на холсте. Находится в Лувре. Размер — 76 × 64 см.

## Описание
«Лето» — одна из четырёх картин цикла «Времена года» («Весна», «Лето», «Осень», «Зима»). Четыре портрета олицетворяют этапы человеческой жизни — юность, молодость, зрелость и старость. Аллегорический портрет лета символизирует молодость. Колорит картины тёплый из-за обилия красных, оранжевых, розовых и светло-жёлтых фруктов. На картине изображена женщина в блузе, сделанной из пшеничной соломы. Её лицо написано в профиль на тёмном насыщенном фоне. Блуза украшена колосьями пшеницы и артишоком.  В плетение блузы художник вписал своё имя: «GIUSEPPE ARCIMBOLDO • F», где «F» означает итал. Fecit — исполнил. На плече дата —  «1573». Так Арчимбольдо отмечал последующие свои копии. Лицо женщины, словно странная мозаика, собрано из овощей и фруктов. Вместо носа — зелёный огурец, щёки состоят из айвы, персика и чеснока, ухо — из початка кукурузы, красные вишни и виноград превратились в губы, глаз — чёрная вишня, спелый колосок заменил бровь, стручок гороха изображает зубы. В высокой причёске можно разглядеть сливы, груши, баклажан, листья деревьев, ягоды малины и ежевики. Обрамление цветами, предположительно, добавлено другим художником в XVII веке.

## История
Цикл картин «Времена года» имел невероятную популярность. По просьбе императора Максимилиана II было написано несколько вариантов. Каждая работа повторялась не один раз на протяжении всей жизни живописца. При дворе Габсбургов Арчимбольдо имел репутацию признанного придворного портретиста. Однако после смерти художника в 1593 году о нём забыли на долгие столетия. И только в 30-е годы XX века произошёл новый всплеск популярности Арчимбольдо. Благодаря своему образному мышлению, он стал вдохновителем для многих сюрреалистов XX века. Особенно его картины ценил Сальвадор Дали за их необыкновенно фантастический и метафорический характер. Варианты картины находятся в Баварском государственном собрании картин, в музее Лувра, в Денверском художественном музее.

## Картины из серии «Времена года»

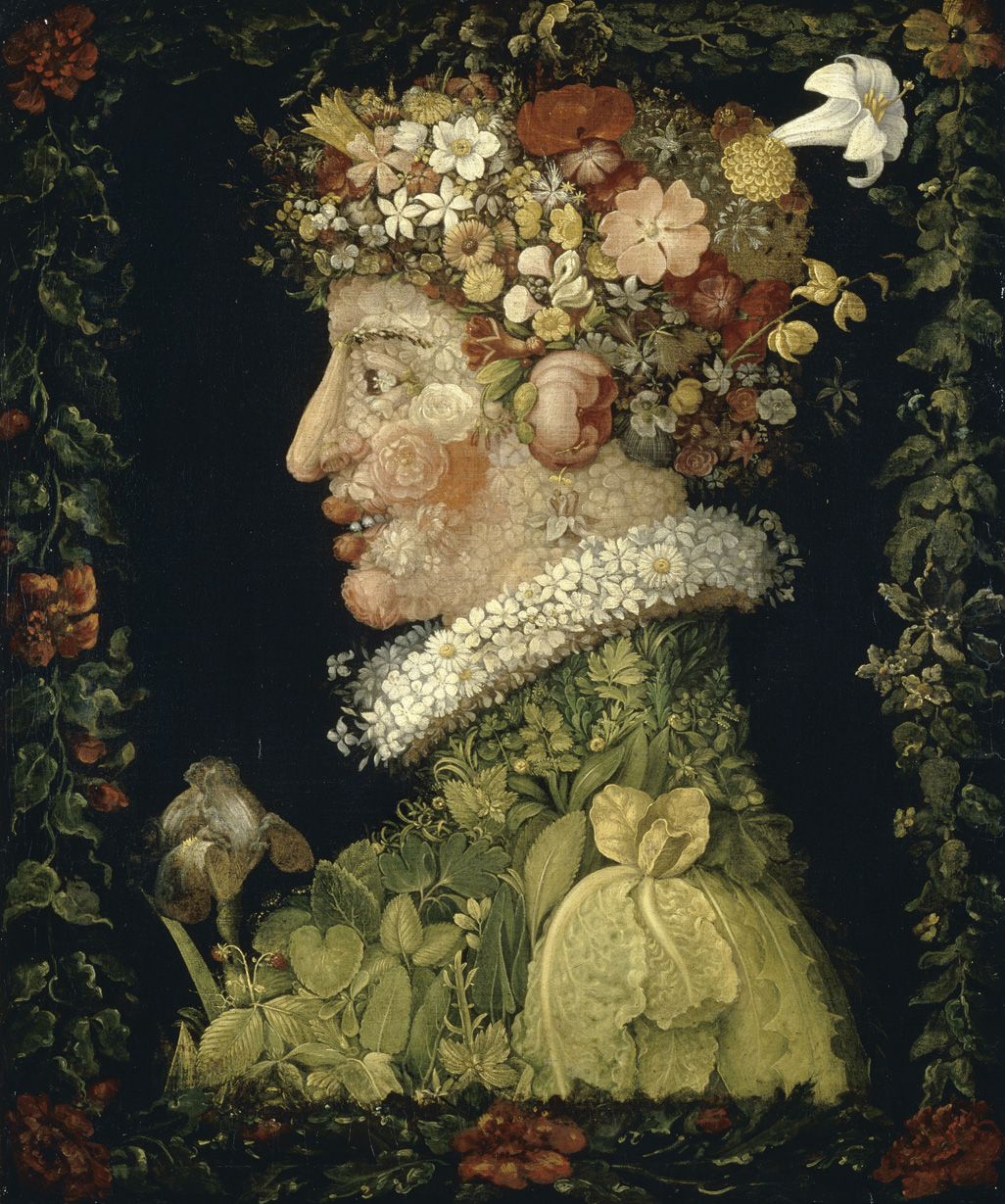
Весна. 1573 год. Лувр
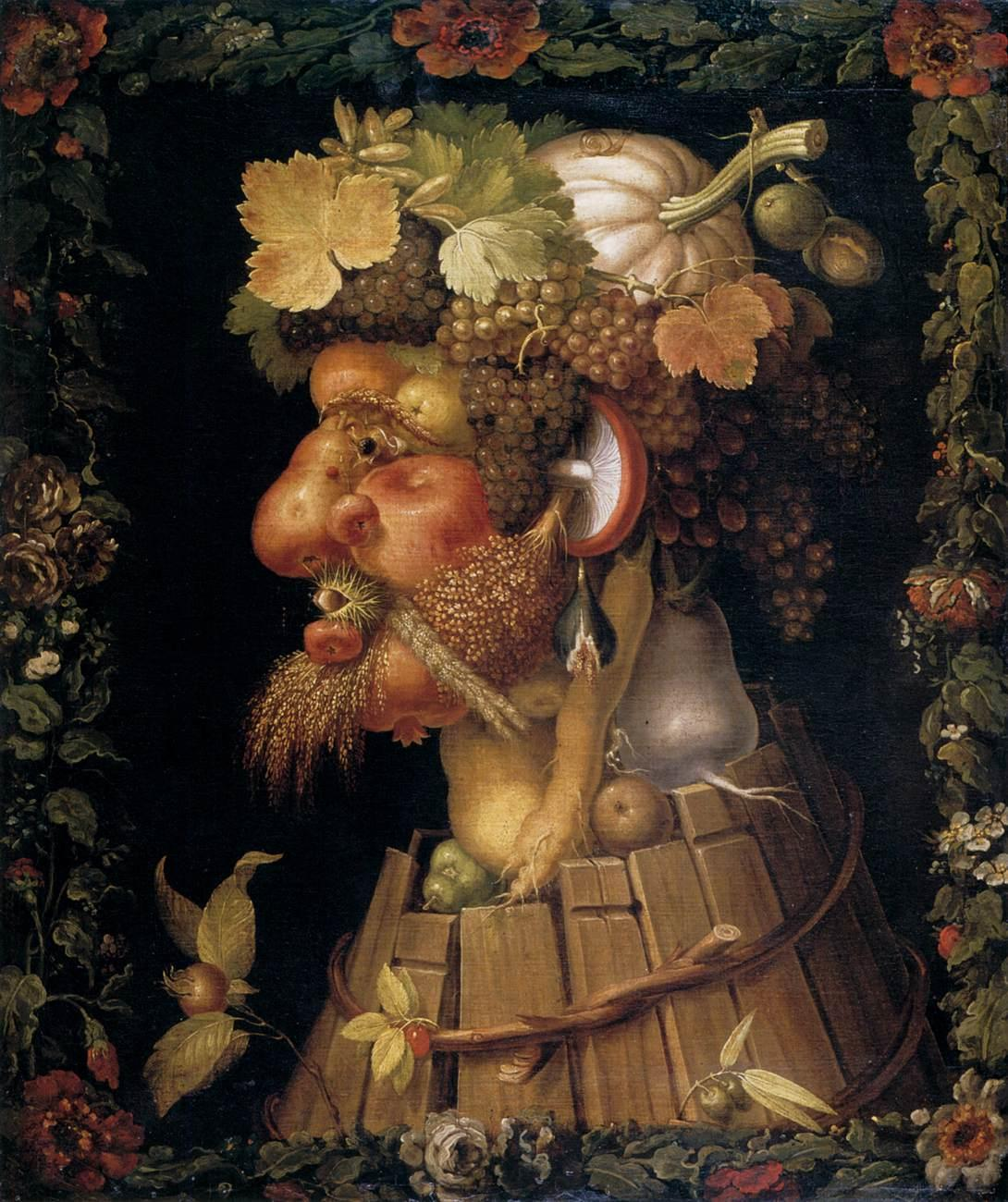
Осень. 1573 год. Лувр
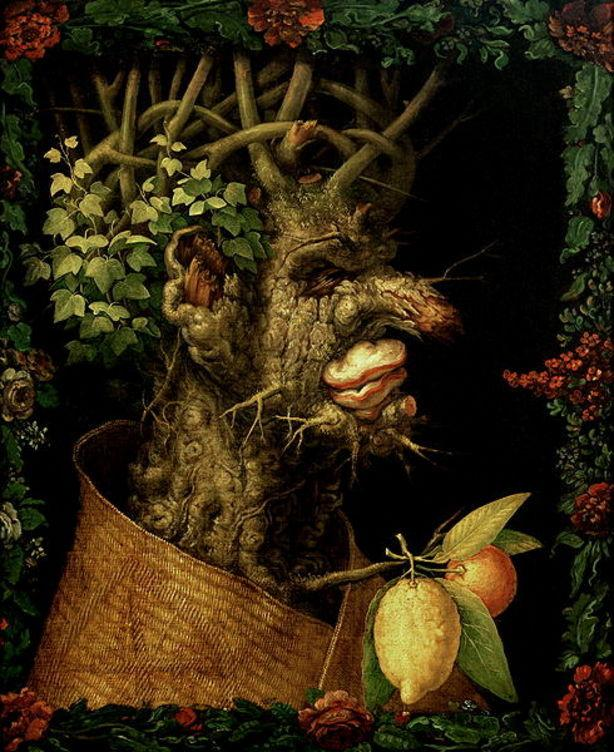
Зима. 1573 год. Лувр